# Luís Pereira de Sousa

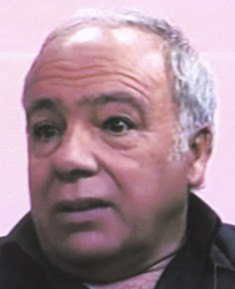
Luís Pereira de Sousa.

Luís Pereira de Sousa född 1940 i Porto, är en portugisisk journalist. 
Han började som journalist i början av 1960-talet. Han är en journalist verksam inom radio, TV och press.